# Scorzonera subacaulis
Scorzonera subacaulis là một loài thực vật có hoa trong họ Cúc. Loài này được (Regel) Lipsch. miêu tả khoa học đầu tiên năm 1933.